# David Guerrier
David Guerrier (Pierrelatte, dicembre 1984) è un trombettista francese.
Alla sua giovane età può già vantare una impressionante serie di vittorie nei più importanti concorsi mondiali di tromba, che ne fanno un prodigio senza precedenti, se si eccettua il solo Maurice André.

## Biografia
David Guerrier comincia a studiare la tromba all'età di 7 anni con Serge Vivares alla Scuola di Musica di Tricastin.
La sua eccezionale predisposizione per lo strumento lo porta a vincere la Medaglia d'Oro nei concorsi nazionali studenteschi di Villeurbanne e Aix-en-provance.
Entra a 12 anni al Conservatorio Nazionale Superiore di Musica di Lione nella classe di Tromba di Pierre Dutot, e in quella di Tromba Barocca di Jean Francois Madeuf.
All'età di 13 anni (maggio 1998) vince il Primo Premio al Markneukirchen International Trumpet Competition in Germania.
All'età di 14 anni (dicembre 1999) vince il Primo Premio al Concorso Internazionale di Porcia in Italia.
Si diploma al Conservatorio di Lione nel giugno 2000 a 15 anni con il massimo dei voti all'unanimità, la lode, la Menzione d'Onore e le congratulazioni della Giuria.
Nel frattempo entra a far parte dell'Orchestra dei Giovani della Comunità Europea, sotto la direzione di Sir Colin Davis, Bernard Haitink e Vladimir Ashkenazy, e viene invitato ad esibirsi da numerose altre orchestre europee.
Nel 2000, a soli 16 anni, vince il Primo Premio al concorso Internazionale “Maurice André” di Parigi.
Nel 2001 vince il Primo Premio del Concorso Internazionale “Philip Jones” di Guebwiller (Francia) con il quintetto di ottoni Turbulences.
Nel 2002 vince a soli 17 anni l'International Trumpet Competition a New York.
Nel 2003 vince a soli 18 anni il Primo Premio all'International Music Competition a Monaco, il primo trombettista ad essere insignito del Primo Premio dopo Maurice André nel 1963.
Sempre nel 2003 la sua eccezionale collezione di premi internazionali continua come vincitore del primo "Young Concert Artists European Auditions” a Parigi e "Young Concert Artists International Auditions” a New York.
Nel 2004 David Guerrier è il più giovane vincitore di tutti i tempi del prestigioso premio  “Victoires de la Musique Classique" come migliore solista dell'anno, trasmesso in prima serata sulla televisione francese (tale primo premio viene bissato nel 2007).
Nel 2004 e 2005 compie numerose tournée in America del Sud, Giappone e Stati Uniti, sponsorizzate da importanti fondazioni quali l'Alexander Kasza-Kasser Prize e il Katharine J. Rayner Prize. Negli Stati Uniti in particolare viene insignito del "The Saint Vincent College Concert Series Prize” e del “The John and Esther Browning Memorial Prize”.
David Guerrier collabora ormai stabilmente con le migliori orchestre del mondo, in un fittissimo carnet di impegni nazionali ed internazionali, rinverdendo la grandissima tradizione francese nel campo della tromba classica.
Incide inoltre numerosi lavori con la tromba per la Virgin Classic.
Come se questa incredibile carriera di trombettista prodigio non gli bastasse, David Guerrier inizia lo studio del corno francese all'età di 18 anni e dopo soli 2 anni, nel 2004, viene nominato Primo Corno Principale con l'Orchestra Nazionale di Francia sotto la direzione di Kurt Masur.
Nel momento in cui si scrive (2007) David Guerrier ha iniziato anche lo studio del trombone.